# Rudolf Kaschewsky

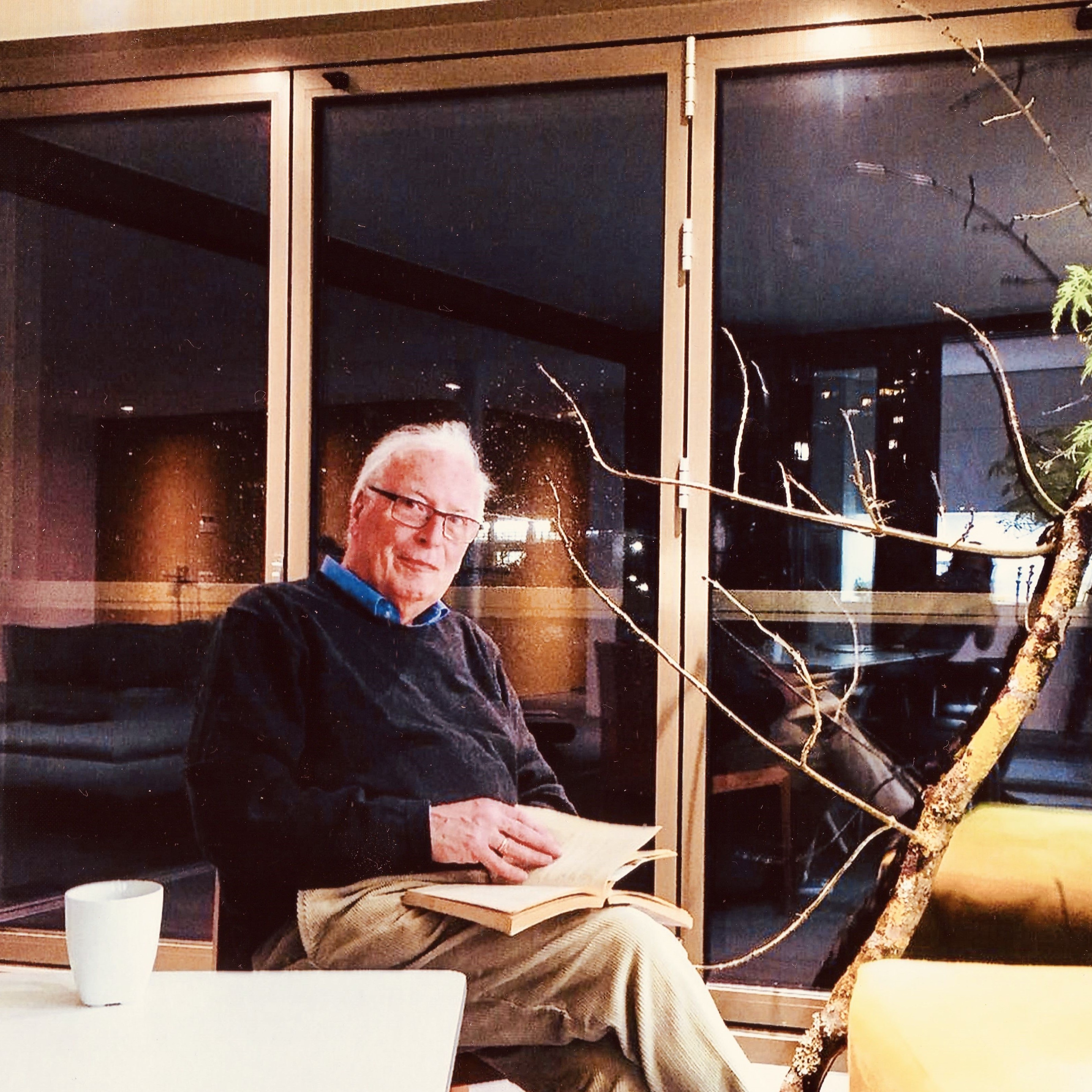

Rudolf Kaschewsky (* 16. April 1939 in Köln; † 4. Dezember 2020 in Sankt Augustin) war ein deutscher Mongolist und Tibetologe.

## Leben
Er besuchte das Gymnasium mit Schwerpunkt Alte Sprachen (einschl. Hebräisch und Arabisch). Nach dem Abitur 1959 studierte er katholische Theologie, Pädagogik, Semitistik, Indologie, Sprach- und Kulturwissenschaft Zentralasiens sowie Sinologie an den Universitäten Köln und Bonn, wo er das Diplom in katholische Theologie 1963 ablegte. Die Promotion 1967 legte er im Hauptfach Sprach- und Kulturwissenschaft Zentralasiens (Tibetisch und Mongolisch) und den Nebenfächer Indologie und Altes Testament ab. Am 22. Juni 1968 wurde er mit dem GEFFRUB-Preis ausgezeichnet. Er lehrte als Akademischer Rat bzw. Akademischer Oberrat an der Universität Bonn 1974 bis 2004, in dieser Zeit auch befristete Lehraufträge für Tibetisch am Sinologischen Seminar der Goethe-Universität. Bis Wintersemester 2012/2013 hatte er unvergütete Lehraufträge an der Universität Bonn. Er leitete einen Arbeitskreis zur tibetisch/mongolischen Übersetzungsmethodik, als dessen Ergebnis ein gemeinsamer Aufsatz Das Leben des Byams-chen chos-rje und die Entwicklung des Klosters Se-ra erschien (Zentralasiatische Studien 45 (2016) S. 591–650). Mehrere Forschungs- und Studienaufenthalte verbrachte er in tibetischsprachigen Gebieten Nepals und Indiens.
Seine Arbeitsgebiete waren Fragen zu mongolischen Übersetzungen tibetischer buddhistischer Texte (Terminologie, Syntax), Verhältnis älterer und moderner mongolischer Übersetzungen, in dem Zusammenhang vergleichende Heranziehung griechischer und lateinischer Übersetzungen der hebräischen Psalmen (Textvarianten in den Psalmenkommentaren des Augustinus) und Parallelen zwischen tibetisch-buddhistischer und mittelalterlich-christlicher Scholastik. 

## Schriften (Auswahl)
- Das Leben des lamaistischen Heiligen Tsongkhapa Blo-bzaṅ-grags-pa (1357–1419). Dargestellt und erläutert anhand seiner Vita „Quellort allen Glückes“. Čaqar dge-bśes Blo-bzaṅ chul-khrims (= Asiatische Forschungen. Band 32). Harrassowitz, Wiesbaden 1971 (zugleich Dissertation, Bonn 1967).
  - Band 1. Übersetzung und Kommentar, ISBN 3-447-01374-5.
  - Band 2. Faksimiles, ISBN 3447005939.
- als Herausgeber: Serta Tibeto-Mongolica. Festschrift für Walther Heissig zum 60. Geburtstag am 5. 12. 1973. Harrassowitz, Wiesbaden 1973, ISBN 3-447-01550-0.
- Das Leben der Himmelsfee 'Gro-ba-bzaṅ-mo. Ein buddhistisches Theaterstück (= Tibetische Texte aus Nepal. Band 1). Octopus-Verlag, Wien 1975, OCLC 988322620.
- als Herausgeber mit Pema Tsering: Die Eroberung der Burg von Sum-pa (= Asiatische Forschungen. Band 94). Harrassowitz, Wiesbaden 1973, ISBN 3-447-02519-0.
  - Band 1. Übersetzung und Indices
  - Band 2. Faksimiles
- mit Pema Tsering: Sde-dpon sum-cu. Ritual und Ikonographie der „Dreißig Schutzgottheiten der Welt“. Harrassowitz, Wiesbaden 1998, ISBN 3-447-03990-6.
- als Herausgeber: Paul Hacker: Greuel der Verwüstung an heiliger Stätte. Zur Lage der Kirche nach dem Zweiten Vatikanum. Heimbach 2012, ISBN 978-3-86417-005-8.